# Манюки (станция, Брянская область)
Манюки — железнодорожная станция в Новозыбковском городском округе Брянской области.

## География
Находится в западной части Брянской области на расстоянии приблизительно 10 км на восток-северо-восток по прямой от железнодорожного вокзала районного центра города Новозыбков.

## История
Отмечена на карте 1941 года как безымянный разъезд. До 2019 года входила в Замишевское сельское поселение Новозыбковского района до их упразднения.

## Население
Численность населения: 5 человек в 2002 году (русские 100 %), 1 в 2010.